# 金潢
金潢（？—？），直隶大兴人，是一名清朝官员。
金潢曾于1761年接替于方柱任南汇县知县一职，1762年由沈日照接任。